# VR6

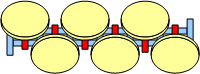
Schéma motoru VR6 s úhlem válců 15° (pohled shora)

Volkswagen VR6, později varianta VR5, je série spalovacích motorů vyznačující se úzkým úhlem válců vidlice (10,5° nebo 15°). Koncernem Volkswagen byla vyvinuta v osmdesátých letech.
Blok válců šestiválcového VR6 motoru se skládá ze dvou řad válců (levá: 1-3-5, pravá: 2-4-6), ale ma pouze jednu hlavu válců, která je společná pro obě řady válců.

## Popis

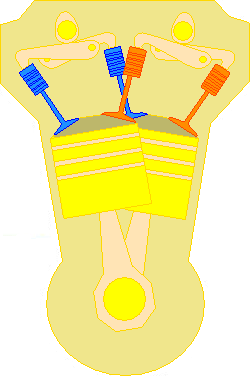
Schéma motoru VR6 s DOHC.

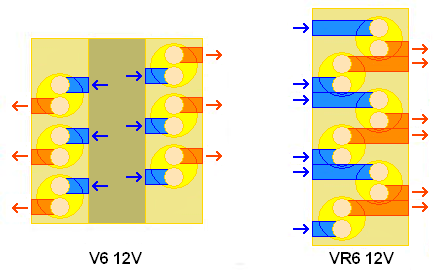
Nákres ukazující rozdíl mezi motory V6 a VR6 s 12 ventily

Animace VR motoru

Název VR6 pochází z kombinace zkratky pro vidlicový motor (V-Motor) a německého slova „Reihenmotor“ (česky řadový motor) – čili VR-Motor. Motor VR6 má zvláštní a jedinečný zvuk, kterým se liší od řadového nebo vidlicového motoru. V současné době je používán v různých modelech firmy Volkswagen jako např. Volkswagen Passat NMS.
Tento typ motoru se také ujal v motocyklu Horex VR6.
Volkswagen VR6 byl speciálně vyvinut k příčným instalacím motorů ve vozidlech s pohonem předních kol. Malý úhel 15° je mezi dvěma „řadami“ v motoru VR6 kompaktnější než větší úhel motorů V6. Volkswagenu to umožnilo instalovat šestiválcové motory do stávajících čtyřválcových automobilů. Uspořádání motoru V6 s větším úhlem by vyžadovalo rozsáhlé překonstruování vozidel a zvětšení motorového prostoru.
Malý úhel mezi válci dovoluje použití jen jedné hlavy válců. Pro větší úhel válců motory vyžadují dvě oddělené hlavy. Toto uspořádání také umožňuje použít dvě vačkové hřídele nad hlavou k pohonu všech ventilů. Zjednodušuje to konstrukci motoru a snižuje náklady. Ve 12ventilových motorech VR6 byly uloženy dvě vačkové hřídele s šesti vačkami na každé. Vačková hřídel má tři vačky pro sací ventily a tři pro výfukové ventily. Zadní vačková hřídel je určena ke stejné práci, ale ovládá ventily u zadních tří válců. Princip této konstrukce se nejvíce podobá rozvodu SOHC. Pozdější 24ventilový motor VR6 měl navíc také dvě vačkové hřídele, ale s 12 vačkami na každé. Nicméně funkce vačkových hřídelí ve 24ventilovém motoru se liší od funkce hřídelí ve 12ventilovém motoru v tom, že čelní vačková hřídel pracuje pouze se sacímy ventily a zadní vačková hřídel pracuje pouze s výfukovými ventily. Princip fungování této konstrukce se nejvíce podobá rozvodu DOHC.
Existuje několik různých variant motoru VR6. Původní motor VR6 2,8 l měl 12 ventilů (dva ventily na válec). Tento motor dával výkon 128 kW (174 PS) a točivý moment 240 Nm.

## Podrobná specifikace

a: řadový motor, b: vidlicový motor, c: VR motor

Motor Volkswagen VR6 je čtyřdobý o objemu 2,8 l. Průměr vrtání válce je 81,0 mm a zdvih pístu je 90,0 mm, i když v některých evropských motorech byl zdvihový objem 2,9 l. V takovém případě je průměr vrtání válce 82,0 mm a zdvih pístu 90,0 mm. Úhel mezi řadami je 15° a kompresní poměr 10:1.
Kliková hřídel z kované oceli je uložena v sedmi hlavních ložiskách na rozdíl od motoru V6, u kterého je uložena ve čtyřech hlavních ložiskách. Dvě vačkové hřídele mají hydraulické zdviháky ventilu, které podle pořadí otevřou a zavřou sací (vůle 39,0 mm) a výfukový ventil (vůle 34,3 mm). Vzhledem k tomu, že obě řady pístů a válců sdílí společnou hlavu válců a těsnění hlavy, je koruna pístu (horní povrch) nakloněna.
Vstřikovače paliva a řídicí jednotka motoru (ECU), kterou dodává Bosch Motronic, jsou umístěny za ohybem sacího potrubí. Motor VR6 také, kromě hlavního vodního čerpadla poháněného řemenem, používá další pomocné elektrické čerpadlo k cirkulaci chladicí kapaliny, zatímco je motor v chodu.
Středové válce jsou odsazeny od středové osy klikové hřídele o 12,5 mm, což také umožňuje spalovací interval mezi válci 120°. Pořadí zapalování je: 1-5-3-6-2-4.

## Historie a vývoj

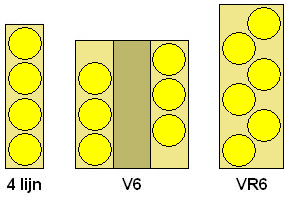
Porovnání řadového, vidlicového a VR6 motoru

Motor Volkswagen VR6 byl v Evropě představen v roce 1991 v modelech Passat a Corrado, v Severní Americe v následujícím roce. Passat, Passat Variant a americká verze modelu Corrado používaly motor 2,8 l a v evropské verzi dostaly Corrado a Passat 4wd Syncro verzi o 2,9 l a výkonu 140 kW (190 PS; 188 k). Tato verze měla i katalyzátor, ostřejší vačky, 4barový regulátor tlaku paliva, zvětšené sací potrubí a větší škrticí klapky.
Motor o objemu 2,9 l určený pro Corrado byl původně navržen s proměnnou délkou sacího potrubí – tzv. SR („SaugRohr“) pro Volkswagen Motorsport. Toto sice poskytlo vysoký točivý moment, ale do výroby se motor z důvodů nákladů nedostal. Místo toho byl nabídnut trhu s náhradními díly. Později byl design prodán firmě Schrick, která ho přepracovala a nabídla ho jako Schrick VGI („Variable Geometry Intake“).
V roce 1992 spolu se zavedením modelu Volkswagen Golf III byl poprvé k dispozici šestiválcový motor v nižší střední třídě a jako hatchback v Evropě. Severní Amerika čekala až do roku 1994. Ve stejnou dobu se v evropských modelech začaly používat verze s obsahem 2,9 l u modelu VR6 Syncro. Odpovídající verze Vento/Jetta VR6 se objevily ve stejném roce.
Další modifikace se objevily v roce 1999 se zavedením 24ventilového motoru VR6 o objemu 2,8 l. Tento motor poskytoval výkon 150 kW (204 PS, 201 k) a točivý moment 265 Nm. Nová verze byla k dispozici v modelu Passat. Zároveň byl představen Golf a Bora pro evropské trhy s kódem motoru AQP. Jméno VR6 bylo vynecháno jako obchodní označení a 4WD byl přejmenován na 4Motion. Stal se standardem V6 (VR6) v Evropě. 24ventil V6 (VR6) byl představen v Severní Americe v roce 2001 v modelu T4 Eurovan, posktující 150 kW (204 PS) a u GTI v roce 2002 (kde byl označen opět jako VR6).
V roce 1999 byl představen zmodernizovaný 12ventilový motor VR6 pro severoamerický trh a určený pro platformu A4 a vozy Golf IV./GTI/Jetta. Tento nový motor má vyšší výkon díky novým vačkovým hřídelím, variabilní geometrii sacího potrubí a zvýšenému kompresnímu poměru (10,5:1). Výkon se zvýšil na 130 kW (177 PS) při 5800 otáčkách za minutu a točivý moment se zvýšil na 245 Nm při 3200 otáčkách za minutu. Nový motor splňuje přísnější emisní limity.
V roce 2001 byl pro nový "brouk" s názvem Beetle RSi VR6 zvětšen objem na 3,2 l a výkon zvýšen na 168 kW (228 PS). Beetle RSi byl první tovární vůz, který disponoval 24ventilovým motorem VR6 o objemu 3,2 l. Později byl použit v modelu Golf IV R32 a byl také představen v původním Audi TT. Podle koncernu Volkswagen tyto varianty dávaly výkon 184 kW (250 PS) u Audi TT a 177 kW (241 PS, 237 k) u R32.
Později byl motor VR6 o objemu 3,2 litru použit v modelech Audi A3 a Golf V R32.

## Další využití technologie „VR“
Volkswagen Group také vyvinul řadu motorů, které kombinují dva bloky válců motoru VR6 rozevřených na 72°. Tyto agregáty jsou označovány jako „W“ motory. Výsledkem je konfigurace W12, která je výrazně kratší než klasický 90stupňový vidlicový motor V12, ale je nepatrně širší. Motory W8 a W16 jsou konstruovány podobným způsobem. Motor W8 o výkonu 202 kW (275 k) používá dva čtyřválcové „VR4“ bloky a motor W16 o výkonu 746,4 kW (1001 k) ve voze Bugatti Veyron 16.4 kombinuje dva „VR8“ bloky.